# Выговское
Выговское (укр. Виговське; до 2024 года — Першотравневое) — село, входит в Белоцерковский район Киевской области Украины.
Население по переписи 2001 года составляло 254 человека. Почтовый индекс — 09640. Телефонный код — 4562. Занимает площадь 3 км². Код КОАТУУ — 3223782503.

## Происхождение названия
Село было названо в честь праздника весны и труда Первомая, отмечаемого в различных странах 1 мая; в СССР он назывался Международным днём солидарности трудящихся.
На территории Украиской ССР имелись 50 населённых населённых пунктов с названием Першотравневое и 27 — с названием Первомайское.

## Местный совет
09641, Киевская обл., Рокитнянский р-н, с. Лубянка